# Noctuelia praestantalis
Noctuelia praestantalis là một loài bướm đêm trong họ Crambidae.